# Asperula dasyantha
Asperula dasyantha är en måreväxtart som beskrevs av Michail Klokov. Asperula dasyantha ingår i släktet färgmåror, och familjen måreväxter. Inga underarter finns listade i Catalogue of Life.